# Sogana stimulata
Sogana stimulata är en insektsart som beskrevs av Melichar 1914. Sogana stimulata ingår i släktet Sogana och familjen Tropiduchidae. Inga underarter finns listade i Catalogue of Life.